# Новосибірський державний технічний університет
Новосибірський державний технічний університет (скорочено НДТУ), до 1992 року Новосибірський електротехнічний інститут (НЕТІ), є одним з найбільших дослідницьких та освітніх центрів Росії, а також одним з провідних технічних університетів, розташованих у Новосибірську, Росія. 

## Історія
Університет створений відповідно до Постанови Ради Міністрів СРСР від 19 серпня 1950 року. У його складі 11 факультетів та 2 інститути: Інститут соціальної реабілітації та Інститут дистанційної освіти, 73 кафедри, 4 філії та 9 представництв НДТУ. На сьогоднішній день в НДТУ здобувають якісну освіту понад 14 000 студентів. Професорсько-викладацький склад налічує 968 штатних та 216 позаштатних викладачів, серед яких 184 професори, доктори наук, 762 доценти та кандидати наук.
Центр інформаційних технологій забезпечує університет локальною мережею з понад 600 комп'ютерів. Мережа має понад 5 км з'єднань з виходом в Інтернет. Реалізується проект доступу до інформації з наукової бібліотеки. З 1996 року розробляється база даних на основі інфологічної бази даних «Фоліо».
Університет видає журнал «Вісник НДТУ», наукові праці, підручники, монографії, навчальні посібники. Присудження наукових ступенів кандидатів і докторів наук здійснюють 11 спеціалізованих рад.
Бібліотека університету має книгозабезпечення, яке складається з найновіших книг англійською мовою, отриманих університетом в рамках програми ТАСІС — «Економічна освіта». Друкарня НДТУ видає наукові збірники та монографії, забезпечує студентів зошитами та шкільним приладдям.
В університеті діють академічний хор, широко відомий в Новосибірську ансамбль скрипалів і джазовий оркестр, лауреат великої кількості конкурсів і фестивалів, в тому числі Європейського музичного фестивалю молоді в Неерпелті. 

## Міжнародні зв'язки
НДТУ активно співпрацює із зарубіжними університетами і уклав 25 угод про співробітництво в галузі наукових досліджень, освіти та культури з університетами Америки, Німеччини, Франції, Південної Кореї, Китаю та ін. 
З 1995 року в НДТУ працює регіональний центр міжнародного співробітництва в освітній галузі машинобудування. Відкрито авторизовані навчальні центри провідних компаній США та Німеччини: Sun Microsystems, Texas Instruments, Schneider, DEC, Autodesk, Motorola, AEG, DMG. У 2009 році НДТУ був обраний університетом Шанхайської організації співробітництва. Він є членом кількох академічних кооперацій і підтримує тісні зв'язки з промисловістю. Університет залучає викладачів з інших країн, особливо для викладання іноземних мов (англійської, німецької, французької, корейської, японської, китайської та турецької).

## Організація
Університет складається з 73 кафедр, об'єднаних в 11 факультетів:
- Автоматизації та комп'ютерних наук;
- Бізнес;
- Гуманітарний;
- Фізичної інженерії;
- Правознавства;
- Прикладна математика та інформатика;
- Електромеханічна інженерія;
- Радіотехніка та електроніка;
- Авіабудування;
- Енергетичне машинобудування;
- Механіка та технології.

## Видатні випускники
- Наталія Філева (1963-2019) — російська бізнесвумен, голова ради директорів авіакомпанії S7 Airlines.
- Анатолій Локоть (нар. 1959), член КПРФ, депутат Державної думи РФ, мер Новосибірська. [3]
- Дмитро Ревякін (нар. 1964), рок-музикант, фронтмен російської фолк-рок-групи «Калинов мост». [4]
- Олександр Сисоєв (нар. 1961), російський бізнесмен, засновник компанії «2ГИС».
- Сергій Заяшников (нар. 1964), спортивний промоутер, письменник.